# La Palma (Hidalgo)
La Palma es una localidad de México, localizada en el municipio de Jacala de Ledezma en el estado de Hidalgo.

## Geografía
Se encuentra en la región geográfica de la Sierra Gorda; a la localidad le  corresponden las coordenadas geográficas 20°  52’ 36.923” de latitud norte y 99° 03’ 47.951” de longitud oeste, con una altitud de 683 m s. n. m. Cuenta con un clima semiseco semicálido.
En cuanto a fisiografía se encuentra en la provincia de la Sierra Madre Oriental, dentro de la subprovincia del Carso Huasteco; su terreno es de sierra. En lo que respecta a la hidrografía se encuentra posicionado en la región del Pánuco, dentro de la cuenca el río Moctezuma, y en la subcuenca del río Amajac.

## Demografía
En 2020 registró una población de 601 personas, lo que corresponde al 4.89 % de la población municipal. De los cuales 296 son hombres y 305 son mujeres.
| Gráfica de evolución demográfica de La Palma entre 1910 y 2020 |
|                                                                |
| Población registrada por los censos y conteos del INEGI.       |